# Tiroloscia pyrenaica
Tiroloscia pyrenaica là một loài chân đều trong họ Philosciidae. Loài này được Dollfus miêu tả khoa học năm 1897.